# Tillandsia nicolasensis
Tillandsia nicolasensis là một loài thực vật có hoa trong họ Bromeliaceae. Loài này được Ehlers mô tả khoa học đầu tiên năm 2006.